# ハロゲン化アリール
ハロゲン化アリール（ハロゲンかアリール）とは、芳香族化合物のうち、芳香環上の水素の1個がハロゲン原子 (F, Cl, Br, I) に置換したものの総称。一般構造式は Ar-X と表される。アリールハライド (aryl halide) とも呼ばれる。複数のハロゲン原子で置換された化合物も含む総称として、ハロアレーン (haloarene) という呼び名も用いられる。

## 合成
通常ハロゲン化アリールは芳香族置換反応によって合成される。

### 求電子置換反応
電子供与基を持ち電子密度が高まっている芳香環上では、求電子置換反応により水素を直接ハロゲン化へ置き換えることができる。例えばアニリンは、炭酸水素ナトリウムの存在下にヨウ素 (I2) と作用させると、パラ位を直接ヨウ素化して 4-ヨードアニリンとすることができる。
{\displaystyle {\ce {C6H5NH2\ + I2\ + NaHCO3 -> 4\ - I\ - C6H4NH2}}}
ベンゼンなど、電子密度がそれほど高くはない基質をハロゲン化する場合は、鉄の塩や酸などの触媒が加えられる。
{\displaystyle {\ce {Ar\ -H\ +Br2\ +FeBr3(cat.)\rightarrow Ar\ -Br}}}
{\displaystyle {\ce {C6H6\ + I2\ + HNO3 -> C6H5\ - I}}}
芳香族グリニャール試薬 (Ar-Mg-X) やアルキルリチウム (Ar-Li) などの有機金属化合物は、ヨウ素や臭素 (Br2) などの求電子剤によりハロゲン化アリールに変えられる。
{\displaystyle {\ce {Ar\ - Mg\ - X\ + I2 -> Ar\ - I\ + MgIX}}}

### 求核置換反応
適切な置換基を持つ芳香族化合物をハロゲン化アリールへ変換する手法がある。
芳香族アミンから得られる芳香族ジアゾニウム化合物は、ザンドマイヤー反応やシーマン反応などによりハロゲン化アリールへ変えられる。トリアゼン (Ar-N=N-NR2) を基質とする手法も知られる。
{\displaystyle {\ce {Ar\ - NH2 -> Ar\ - N2^+}}}
{\displaystyle {\ce {Ar\ - N2^+ \ + Cu-X/KX ->w Ar-X (X = Cl, Br)}}}
{\displaystyle {\ce {Ar\ - N2^+ \ + KI -> Ar\ - I}}}
{\displaystyle {\ce {Ar\ -N2^{+}\ \cdot BF4\ +heat->Ar\ -F}}}
銅やパラジウムなどの触媒下に、ハロゲン交換反応による合成が知られる。

### その他
ハンスディーカー反応は、カルボン酸の銀塩を臭化アリールに変える手法である。
ハロゲン化アシルやハロゲン化スルホニルから脱一酸化炭素、脱二酸化硫黄によりハロゲン化アリールを得る反応が知られる。
N-クロロアセトアニリドが酸により塩素が転位した 4-クロロアセトアニリドに変わる反応はオートン反応と呼ばれる。

## 用途
ハロゲン化アリールの合成上の用途で最も重要なものは、クロスカップリング反応の基質としての役割である。適切な触媒とカップリングの相手となる基質の作用によりさまざまな芳香族化合物へ変換することができる。ハロゲン化アリールの反応性は一般に Ar-I > Ar-Br > Ar-Cl >> Ar-F であるが、触媒化学の進歩により塩化物も通常の基質として用いられるようになり、さらにフッ化物を用いる系も報告例が現れてきた。
電子求引基を併せ持つハロゲン化アリールは、芳香族求核置換反応の基質となる。
{\displaystyle {\ce {Ar\ - X\ + Nu^- -> Ar\ - Nu\ + X^-}}}
リチウムやマグネシウムなどの金属、ハロゲンメタル交換により有機金属化合物へ変換できる。
{\displaystyle {\ce {Ar\ - Br\ + R\ - Li -> Ar\ - Li\ + R\ - Br}}}
強塩基を作用させると、ベンザインが発生する。
ヨウ化アリールは水素化アルミニウムリチウム (LAH) などの強い還元剤により還元を受ける。逆に、塩素や過酸により酸化されて対応する I(+1), I(+3) 化合物に変わる。